# Казе Поцобон (Тревизо)
Казе Поцобон је насеље у Италији у округу Тревизо, региону Венето.
Према процени из 2011. у насељу је живело 56 становника. Насеље се налази на надморској висини од 47 м.